# Steel (альбом Battle Beast)
"Steel" — перший повноформатний альбом, записаний хеві-метал -гуртом Battle Beast. Він був випущений 27 січня 2012 року та досяг № 7 у фінському чарті альбомів. Це також перший і єдиний альбом, у якому Нітте Вало виступає на вокалі.

## Вплив
Steel запозичує концепції та імена з манги "Берсерк", наприклад, текст пісні "Band of the Hawk": "Ми - група найманців на чолі з Гріффітом, білим яструбом". "Залізна рука" аналогічно посилається на залізну руку головного героя Гутса, називаючи його "Чорним мечником".

## Трек-лист
Автор музики і слів Anton Kabanen. 
| #   | Назва                   | Тривалість |
| --- | ----------------------- | ---------- |
| 1.  | «Enter the Metal World» | 4:38       |
| 2.  | «Armageddon Clan»       | 5:08       |
| 3.  | «The Band of the Hawk»  | 4:40       |
| 4.  | «Justice and Metal»     | 2:38       |
| 5.  | «Steel»                 | 4:20       |
| 6.  | «Die-Hard Warrior»      | 2:56       |
| 7.  | «Cyberspace»            | 3:59       |
| 8.  | «Show Me How to Die»    | 4:19       |
| 9.  | «Savage and Saint»      | 5:40       |
| 10. | «Iron Hand»             | 4:04       |
| 11. | «Victory»               | 3:50       |

| Bonus track | Bonus track  | Bonus track |
| #           | Назва        | Тривалість  |
| ----------- | ------------ | ----------- |
| 12.         | «Stay Black» | 4:02        |

## Персонал

### Battle Beast склад
- Nitte Valo - головний вокал
- Juuso Soinio - гітара
- Антон Кабанен - гітара, бек-вокал
- Ееро Сіпіля — бас, оповідач і бек-вокал
- Pyry Vikki - ударні
- Янне Бйоркрот — клавішні, оркестрові аранжування, бек-вокал

### Додаткові музиканти
- Нетта Дальберг - додатковий бек-вокал на треках 2 і 8
- Joona Björkroth - додатковий бек-вокал на треку 8
- Ніно Лорен - бек-вокал

### Виробництво
- Ніно Лорен - продюсер, інженер, зведення
- Юссі Крафт - інженер, зведення
- Сванте Форсбек - мастеринг